# Mistrzostwa Świata w Futbolu Amerykańskim 2011
Mistrzostwa Świata w futbolu amerykańskim w 2011 roku odbyły się w dniach 8 lipca - 16 lipca w Austrii. Mistrzem świata po raz drugi w historii została reprezentacja USA (pierwszy raz w 2007 roku), która w finale pokonała Kanadę. Finał na Ernst-Happel-Stadion w Wiedniu obejrzało 20 000 widzów.

## Uczestnicy
| 3 z Europy  | Austria (gospodarz) Niemcy (mistrz Europy 2010) Francja (wicemistrz Europy 2010)                           |
| 3 z Ameryki | Stany Zjednoczone (obrońca tytułu) Kanada (3. miejsce w rankingu IFAF) Meksyk (4. miejsce w rankingu IFAF) |
| 1 z Oceanii | Australia (przedstawiciel Oceanii)                                                                         |
| 1 z Azji    | Japonia (zwycięstwo w kwalifikacjach przeciwko Korei Południowej)                                          |

## Stadiony
| Innsbruck                    | Graz                        | Wiedeń                                 |
| ---------------------------- | --------------------------- | -------------------------------------- |
| Tivoli Neu Pojemność: 30 000 | UPC-Arena Pojemność: 15 400 | Ernst-Happel-Stadion Pojemność: 50 865 |
|                              |                             |                                        |

## Faza grupowa

### Grupa A
| Zespół            | Pkt | M | W | R | P | Pkt+ | Pkt- | +/-  |
| ----------------- | --- | - | - | - | - | ---- | ---- | ---- |
| Stany Zjednoczone | 9   | 3 | 3 | 0 | 0 | 126  | 14   | +112 |
| Meksyk            | 6   | 3 | 2 | 0 | 1 | 94   | 32   | +62  |
| Niemcy            | 3   | 3 | 1 | 0 | 2 | 52   | 90   | -38  |
| Australia         | 0   | 3 | 0 | 0 | 3 | 20   | 156  | -136 |

| 8 lipca 2010 15:00 CEST | Stany Zjednoczone | 61:0 | Australia | Tivoli Neu, Innsbruck Widzów: 6 000 |
|                         |                   |      |           |                                     |

| 8 lipca 2010 19:00 CEST | Niemcy | 15:22 | Meksyk | Tivoli Neu, Innsbruck Widzów: 4 500 |
|                         |        |       |        |                                     |

| 10 lipca 2010 15:00 CEST | Meksyk | 65:0 | Australia | Tivoli Neu, Innsbruck Widzów: 5 000 |
|                          |        |      |           |                                     |

| 10 lipca 2010 19:00 CEST | Niemcy | 7:48 | Stany Zjednoczone | Tivoli Neu, Innsbruck Widzów: 6 800 |
|                          |        |      |                   |                                     |

| 12 lipca 2010 15:00 CEST | Australia | 20:30 | Niemcy | Tivoli Neu, Innsbruck Widzów: 1 500 |
|                          |           |       |        |                                     |

| 12 lipca 2010 19:00 CEST | Stany Zjednoczone | 17:7 | Meksyk | Tivoli Neu, Innsbruck Widzów: 4 800 |
|                          |                   |      |        |                                     |

### Grupa B
| Zespół  | Pkt | M | W | R | P | Pkt+ | Pkt- | +/- |
| ------- | --- | - | - | - | - | ---- | ---- | --- |
| Kanada  | 9   | 3 | 3 | 0 | 0 | 112  | 51   | +61 |
| Japonia | 6   | 3 | 2 | 0 | 1 | 86   | 47   | +39 |
| Francja | 3   | 3 | 1 | 0 | 2 | 44   | 96   | -52 |
| Austria | 0   | 3 | 0 | 0 | 3 | 36   | 84   | -48 |

| 9 lipca 2010 15:00 CEST | Austria | 6:24 | Japonia | UPC-Arena, Graz Widzów: 6 000 |
|                         |         |      |         |                               |

| 9 lipca 2010 19:00 CEST | Francja | 10:45 | Kanada | UPC-Arena, Graz Widzów: 5 000 |
|                         |         |       |        |                               |

| 11 lipca 2010 15:00 CEST | Japonia | 35:10 | Francja | UPC-Arena, Graz Widzów: 2 500 |
|                          |         |       |         |                               |

| 11 lipca 2010 19:00 CEST | Kanada | 36:14 | Austria | UPC-Arena, Graz Widzów: 4 500 |
|                          |        |       |         |                               |

| 13 lipca 2010 15:00 CEST | Kanada | 31:27 | Japonia | UPC-Arena, Graz Widzów: 2 000 |
|                          |        |       |         |                               |

| 13 lipca 2010 19:00 CEST | Austria | 16:24 | Francja | UPC-Arena, Graz Widzów: 4 800 |
|                          |         |       |         |                               |

## Faza finałowa

### O siódme miejsce
| Data          | Czas  | Mecz      | Mecz | Mecz    | Wynik |
| ------------- | ----- | --------- | ---- | ------- | ----- |
| 15 lipca 2011 | 15:00 | Australia | -    | Austria | 10:48 |

### O piąte miejsce
| Data          | Czas  | Mecz   | Mecz | Mecz    | Wynik |
| ------------- | ----- | ------ | ---- | ------- | ----- |
| 16 lipca 2011 | 15:00 | Niemcy | -    | Francja | 21:17 |

### O trzecie miejsce
| Data          | Czas  | Mecz   | Mecz | Mecz    | Wynik |
| ------------- | ----- | ------ | ---- | ------- | ----- |
| 15 lipca 2011 | 19:00 | Meksyk | -    | Japonia | 14:17 |

### Finał
| Data          | Czas  | Mecz | Mecz | Mecz   | Wynik |
| ------------- | ----- | ---- | ---- | ------ | ----- |
| 16 lipca 2011 | 19:00 | USA  | -    | Kanada | 50:7  |